# Всенічна
Все́нічна́, заст. Всено́шна, або Всенічне́ бді́ння (церк.-слов. бдѣніє; грец. αγριπνία; παννυχις; лат. vigilia) — церковне богослужіння, що відправляється за встановленим чином у православ'ї. За суворого дотримання Уставу має тривати від заходу сонця до світанку — цілу ніч під Великдень, напередодні великих дванадесятих свят. Складається з Полієлейної ранньої і Великої вечірні.

## Історія
Практика «старозавітної церкви» не знала регулярної нічної молитви. Але вже в писаннях апостольських трапляється часте згадування всенічних молінь (Лк. 6:12; Лк. 9:28-36; Мт. 26:36-45; Дії 16:25). Про часті бдіння пише апостол Павло (2Кор. 6:5; 2Кор. 11:27).
Новий Завіт заповідає пам'ятати про Друге пришестя Христа (1Петр. 5:8; 1Кор. 16:13; Кол. 4:2; 1Сол. 5:6; Одкр. 3:2-3; Одкр. 16:15) та невпинно молитися (1Сол. 5:17; Еф. 6:18).
У записах західної прочанки Егерії містяться докладні відомості про нічні служби-чування в Єрусалимі та його околицях у IV ст.
Отці Церкви пояснюють практику нічного чування есхатологічними очікуваннями Другого пришестя Христа й настання Царства, а також прагненням уникнути гріха.
Термін грец. αγριπνία (агріпніа — «відсутність сну») стосовно нічного богослужіння знаходимо у Василія Великого (бл. 330–379), який пише, що такі мали повсюдне поширення на Сході та відбувалися напередодні недільних днів протягом всього року, у святу ніч Великодня, свята Богоявлення та днів пам'яті святих мучеників.
Словом же грец. παννυχις, калькою якого і є укр. всенічна, у візантійський практиці називалася відносно коротка нічна служба, що існувала як у парафіяльній, так і в монастирській редакції. Остання в спрощеному вигляді служиться сьогодні як приватна відправа без зв'язку з часом літургічної доби і відома як молебень; коли правиться за померлих — зберігає історичну назву панахида.
Всенічне бдіння — основна відмінність Єрусалимського уставу від Студійського, первісно пов'язана з віддаленим проживанням ченців, які таким чином отримували змогу сходитися перед святами на спільну молитву один раз за ніч, а не двічі.